# خبرگزاری کوبا
خبرگزاری کوبا ( انگلیسی: Latin American News Agency) مشهور به پرنسا لاتینا  (Prensa Latina)، خبرگزاری دولتی کشور کوبا است.
پرنسا لاتینا اندکی پس از انقلاب کوبا، در  ۱۶ جون ۱۹۵۹ در هاوانا مرکز کوبا توسط روزنامه‌نگار آرژانتینی خورخه ریکاردو ماسه تی (Jorge Ricardo Maceti) و همراهی و ابتکار ارنستو چه‌گوارا به‌منظور حمایت از رهبر وقت انقلاب کوبا، فیدل کاسترو، تأسیس شد. 
این خبرگزاری به هفت زبان پرتغالی، روسی، عربی، ایتالیایی، انگلیسی، اسپانیایی و فرانسوی تولیدات خود را منتشر می کند. گفته می شود سرویس عکس پرنسا لاتینا برخوردار از  بیش از چهار میلیون عکس‌های آرشیوی از کوبا و سایر نقاط جهان است.  اطلاعات و فرآورده های خبری خود را از طریق یک شبکه تلویزیونی و ۲۶ برنامه روزانه برای ۱۵۰ گیرنده رادیویی  منتشر می‌کند. 

## هدف
هدف اصلی از تاسیس این خبرگزاری، حمایت از فیدل کاسترو و پیگیری تعالیم فیدل کاسترو مبنی بر هم زدن سلطه ی رسانه های بین المللی با ایجاد رسانه ی آلترناتیو برای انقلاب کوبا عنوان شده است. 